# Ефект Мейснера

Виштовхування магнітного поля із надпровідної сфери при температурі нижчій за температуру переходу до надпровідного стану.

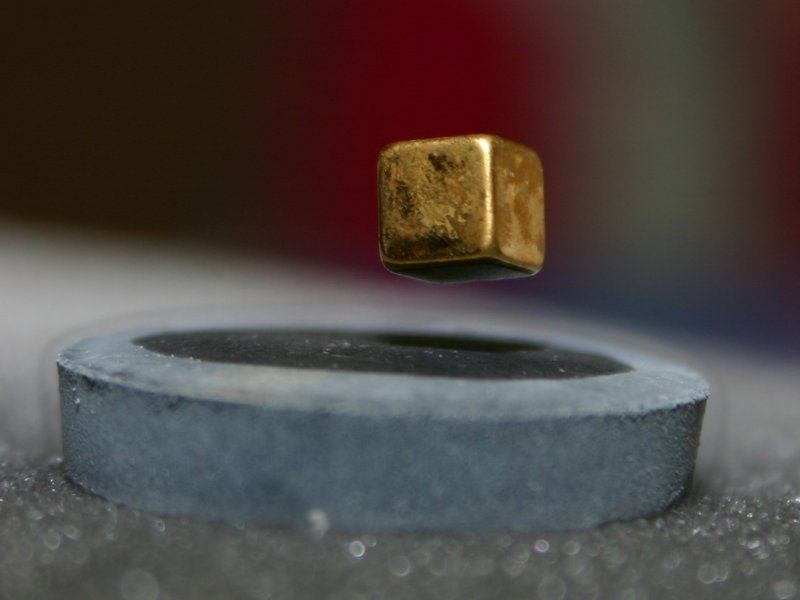
Магніт левітує над високотемпературним надпровідником, охолодженим до за допомогою рідкого азоту

Ефект Мейснера — це явище швидкого затухання магнітного поля в надпровіднику.
Надпровідник є ідеальним діамагнетиком. У магнітному полі в надпровіднику індукуються макроскопічні струми, які створюють власне магнітне поле, що повністю компенсує зовнішнє. Це явище, відкрите в 1933 році німецькими фізиками Вальтером Мейснером та Робертом Охзенфельдом отримало назву ефекта Мейснера.
Ефект Мейснера руйнується в сильних магнітних полях. В залежності від типу надпровідника надпровідний стан при цьому або зникає повністю (так звані надпровідники першого роду), або ж надпровідник розбивається на нормальні й надпровідні області (надпровідники другого роду).
Пояснення ефекту Мейснера було наведено в теорії Лондонів (1935 рік) — першій теорії надпровідності, яка була повністю феноменологічною.
Ефектом Мейснера пояснюється левітація надпровідника над сильним магнітом (або магніту над надпровідником).